# Formigueret cap-ratllat
El formigueret cap-ratllat (Terenura maculata) és una espècie d'ocell de la família dels tamnofílids (Thamnophilidae) que habita els boscos de les terres baixes del sud-est del Brasil, est del Paraguai i nord-est de l'Argentina.